# Moosach (Monachium)
Moosach, Stadtbezirk 10 Moosach – 10. okręg administracyjny Monachium, w Niemczech, w kraju związkowym Bawaria. W 2013 roku okręg zamieszkiwało 51 537 mieszkańców.